# Tumeochrysa caesarea
Tumeochrysa caesarea är en insektsart som beskrevs av Hölzel 1973. Tumeochrysa caesarea ingår i släktet Tumeochrysa och familjen guldögonsländor. Inga underarter finns listade i Catalogue of Life.